# Helen Blackburn
Helen Blackburn , née le 25 mai 1842 et morte le 11 janvier 1903, était une féministe et militante des droits des femmes irlandaise qui milita en particulier pour l'emploi des femmes. Elle était également rédactrice en chef du journal Englishwoman's Review. 

## Carrière
Helen Blackburn est née à Knightstown, comté de Kerry, en Irlande. Elle est la fille de Bewicke Blackburn, ingénieur civil du comté de Kerry et d'Isabella Lamb du comté de Durham. Quand sa famille a déménagé à Londres en 1859, elle est rapidement entrée en contact avec les femmes du Langham Place Group, notamment Jessie Boucherett et Emily Faithfull.
Au fil des années, Blackburn et Boucherett travaillent ensemble sur un certain nombre de projets. Toutes deux étaient rédactrices de l'Englishwoman's Review (Blackburn, rédactrice en chef, de 1880 à 1890 ; co-éditrice, 1890-1895). Ensemble, elles ont établi la Ligue de défense de l'emploi des femmes en 1891, pour défendre les droits de travail des femmes, contre la législation restrictive de l'emploi. Elles ont également édité ensemble The Condition of Working Women and the Factory Acts en 1896.
Blackburn a rejoint la National Society for Women's Suffrage (Société nationale pour le suffrage des femmes) en 1872 et a été secrétaire du comité exécutif de la société de 1874 à 1880. Elle a ensuite occupé des postes similaires dans un certain nombre d'organisations connexes. Elle a aussi eu la possibilité d'étudier, d'abord en 1875, le droit romain à l'University College de Londres, puis entre 1886 et 1888, des cours à l'Université de Bristol . En 1880, Blackburn est devenue secrétaire de Bristol and West of England Suffrage Society et fut l'organisatrice d'une grande manifestation pour le droit de vote des femmes. Dans les années 1890, elle a aidé Marie Stopes dans l'écriture de son œuvre British Freewomen: Their Historical Privilege en fournissant ses propres notes sur le sujet, puis par l'achat de la totalité de la première édition en 1894. Elle prend sa retraite en 1895 pour prendre soin de son père âgé, même si elle se remettra à travailler par la suite. 
Blackburn a inspiré et financé deux collections. La première était une collection d'art en 1885 qui comprenait des photos et des oeuvres réalisés par des artistes professionnelles pour montrer le résultat de l'industrie féminine. Cette exposition de prêts incluait les portraits de réformatrices célèbres comme Florence Nightingale et Mary Carpenter. La seconde collection était axée sur une collection de livres écrits par des femmes. Les bibliothèques de l'exposition étaient décorées de peintures de Lydia Becker et de Caroline Ashurst Biggs qui étaient les anciennes présidentes du Comité Central de la National Society for Women's Suffrage . 
Sa longue connexion avec le mouvement féministe lui permit d'écrire sa version de la campagne pour le suffrage des femmes à l'époque victorienne : Women's suffrage: a record of the women's suffrage movement in the British Isles, with biographical sketches of Miss Becker. Elle l'achève en 1902, juste avant sa mort, à Greycoat Gardens, Westminster, le 11 janvier 1903. Elle est alors âgée de 60 ans. Elle est inhumée au cimetière de Brompton. Elle lègue sa bibliothèque personnelle ainsi que ses archives au Girton College, de Cambridge. Son testament prévoyait également des apports pour établir un fonds de prêt pour l'éducation des jeunes femmes.

## Œuvres
Parmi les œuvres d'Helen Blackburn :
- A Handbook for Women Engaged in Social and Political Work, 1881.
- The Condition of Working Women and the Factory Acts, editor with Jessie Boucherett, 1896.
- Women under the Factory Act, written with Nora Vynne, 1903.
- Women's suffrage: a record of the women's suffrage movement in the British Isles, with biographical sketches of Miss Becker, 1902.